# NGC 1707
NGC 1707 é um asterismo na direção da constelação de Orion. O objeto foi descoberto pelo astrônomo John Herschel em 1828, usando um telescópio refletor com abertura de 18,6 polegadas. 